# Kiltegan
Kiltegan (irlandais: Cill Teagáin, « Église de St. Teagáin ») est un village irlandais dans le comté de Wicklow, situé près de la frontière du comté de Carlow.

## Vue d'ensemble
La rivière Douglas passe à proximité du village. Pour permettre l'accès à Kiltegan par la route R747, elle est franchie par un pont en granit construit vers 1860.
Le village comptait 705 habitants en 2006.
La localité a remporté l'Irish Tidy Towns Competition en 1973.
La congrégation catholique missionnaire de la Société de Saint Patrick pour les missions étrangères, ou Pères de Kiltegan, a sa maison mère depuis 1932 à deux kilomètres du village. Un marchand de thé, John Hughes, en a fait le don pour permettre aux missionnaires de se former et de se ressourcer.

## Humewood Castle

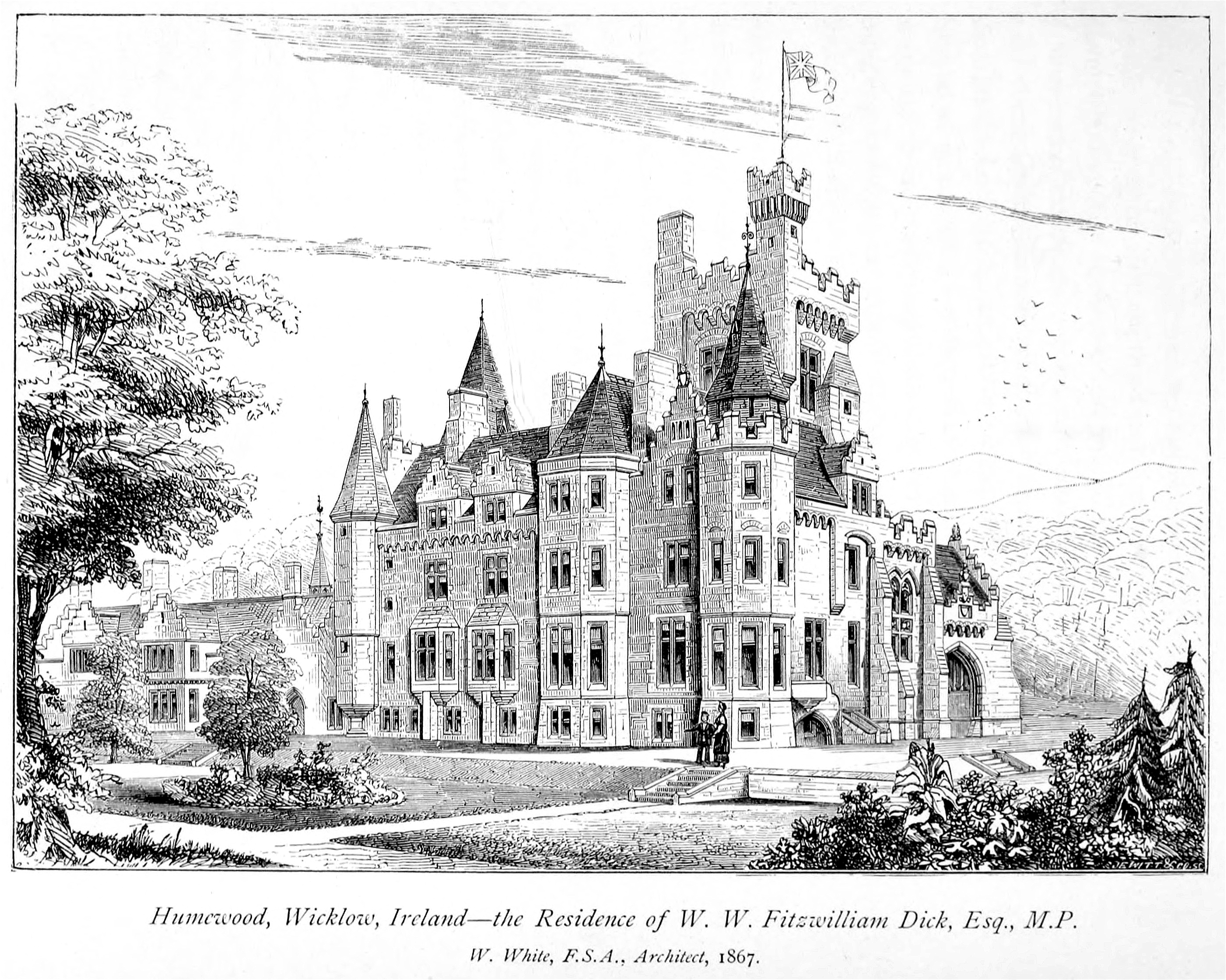
Humewood Castle.

Le château du XIXe siècle, Humewood Castle, se trouve juste à l'extérieur du village. Il a été construit par William White en 1870, pour William Hume-Dick, beau-père de Richard Penruddocke Long. Il est resté dans la famille Hume jusqu'à la mort de Mimi Weygand (née Hume), en 1992.
L'édifice a été utilisé comme lieu de tournage pour les films The Actors avec Michael Caine, Ella Enchanted avec Joanna Lumley, Laws of Attraction avec Pierce Brosnan et Julianne Moore et pour le téléfilm de ABC, Prince William.